# Robert Brazile
Robert Lorenzo Brazile Jr. (Mobile, Alabama, 7 de febrero de 1953), más conocido como Robert Brazile, es un exjugador profesional estadounidense de fútbol americano que se desempeñó en la posición de linebacker en la National Football League (NFL). Es miembro del Salón de la Fama del Fútbol Americano Profesional.

## Carrera
Brazile jugó como profesional diez temporadas en Houston Oilers (1975-1984), equipo en el que se retiró.

## Reconocimiento
En 2018, ingresó como miembro al Salón de la Fama del Fútbol Americano Profesional.